# Anodonthyla rouxae
Anodonthyla rouxae Guibé, 1974 è una rana della famiglia Microhylidae, endemica del Madagascar.

## Descrizione
È la più grande di tutte le specie di Anodonthyla, potendo raggiungere una lunghezza di 24–28 mm.
 
La pelle è liscia, di colore bruno con macchie più scure e più chiare molto variabili sul dorso, biancastro sul ventre. Nei maschi è presente una striscia nera in corrispondenza della gola.

## Distribuzione e habitat
Questa specie ha un areale ristretto alla parte meridionale della catena dei monti Anosy, nel Madagascar sud-orientale.
Il suo habitat è rappresentato dalle foreste di bamboo di alta montagna, ad una altitudine di 1.900 m s.l.m.

## Biologia
Si riproduce nei fitotelmi del bamboo e degli alberi di Pandanus.